# 羅伯特·托德·林肯
羅伯特·托德·林肯（英語：Robert Todd Lincoln，1843年8月1日—1926年7月26日），生於美國伊利諾州春田市，美國律師及戰爭部長，美國總統亞伯拉罕·林肯及瑪麗·托德·林肯之長子，也是林肯唯一一位长大成人的孩子。

## 早年生活及家庭
羅伯特·林肯曾就讀於菲利普斯埃克塞特學院，並於1860年畢業。之後，於1861年至1865年就讀於哈佛大學，並成為德爾塔·卡珀·愛普西倫兄弟會的會員。他也曾註冊哈佛法學院就讀，但未曾畢業。

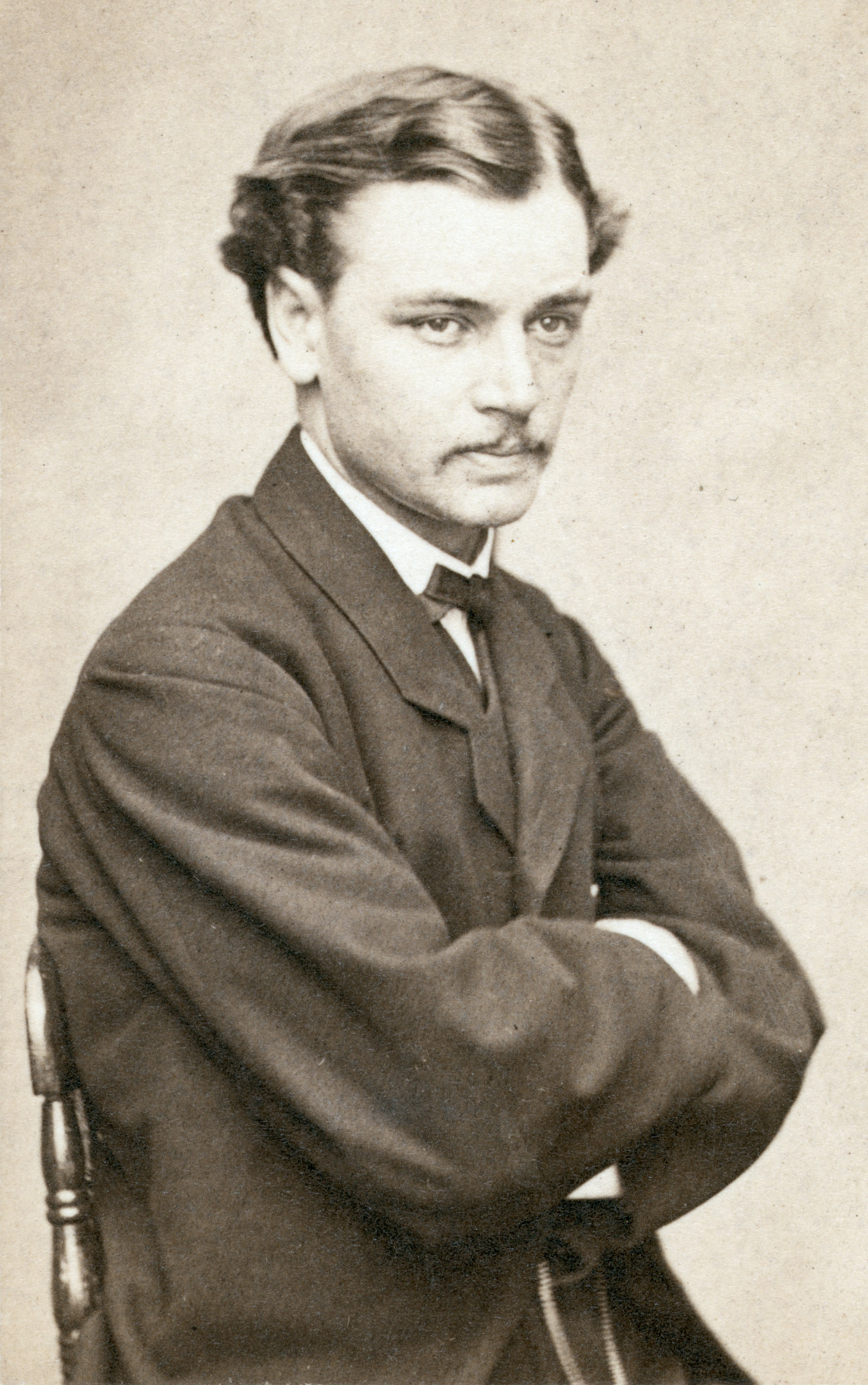
1865年時的羅伯特·林肯

在南北戰爭期間，母親瑪麗·托德·林肯始終不肯讓羅伯特加入聯邦軍，這使得林肯總統甚為難堪。一直至戰爭結束前不久，他才得以參軍。1865年2月11日，羅伯特·林肯以上尉軍銜被任命為助理副官，並在戰爭結束前幾週作尤利西斯·格蘭特將軍的直屬幕僚之一，但這個職位卻使得羅伯特能實際上戰場的可能性大大降低。最終，他在阿波馬托克斯法院目睹了邦聯李將軍的投降，南北戰爭於是結束。1865年6月12日，羅伯特辭去軍職，回歸到平民生活。
羅伯特·林肯與其父親的關係有些疏遠，部分是因為在其成長的階段中，亞伯拉罕·林肯有數月的時間都花在巡迴法庭上。他說他對父親最鮮明的印像是父親打包行囊準備到伊利諾州各處旅行。雖然林肯曾為羅伯特感到驕傲，並認為他聰明機靈，但卻也有幾分將其視為競爭對手。據稱一位林肯的熟人說：「他認為鮑伯（羅伯特·林肯）的成就不會超過自己。」儘管羅伯特·林肯與其父親的關係不如林肯與其子威廉及塔德那樣緊密，但他對父親卻深深感到欽佩，在林肯臨終時，他還在眾人面前流淚哭泣。
羅伯特曾在林肯遇刺的當晚，以在前線大部分時間在蓬車裡奔波而感到疲累為由，婉拒受邀陪伴其父母到福特劇院看戲。1865年4月，在父親遇刺後，羅伯特與母親及弟弟塔德搬到芝加哥，並在那兒的舊芝加哥大學法學院（之後被西北大學法學院合併）完成學業。 1867年2月25日，羅伯特正式進入律師業。
1868年9月24日，羅伯特·林肯與前參議員詹姆斯·哈蘭和安·伊麗莎·派克（Ann Eliza Peck）之女瑪麗·尤妮絲·哈蘭（1846年9月25日－1937年3月31日）結婚，兩人育有兩女一子：
- 瑪麗·「瑪咪」·林肯（英语：Mary "Mamie" Lincoln）（1869年10月15日－1938年11月21日）
- 亞伯拉罕·林肯二世（暱稱「傑克」）（1873年8月14日－1890年3月5日）
- 傑茜·哈蘭·林肯（英语：Jessie Harlan Lincoln）（1875年11月6日－1948年1月4日）

在還沒有空調的1880年代，羅伯特、瑪麗、及其孩子們有時會離開酷熱的城市生活到氣候涼爽、位在悅峰市的哈蘭家避暑。哈蘭家建於1876年，並於1907年由瑪麗·哈蘭·林肯捐給愛荷華衛斯理學院，現今則作為博物館，展覽林肯家族以及亞伯拉罕·林肯總統任內的許多文物器具。

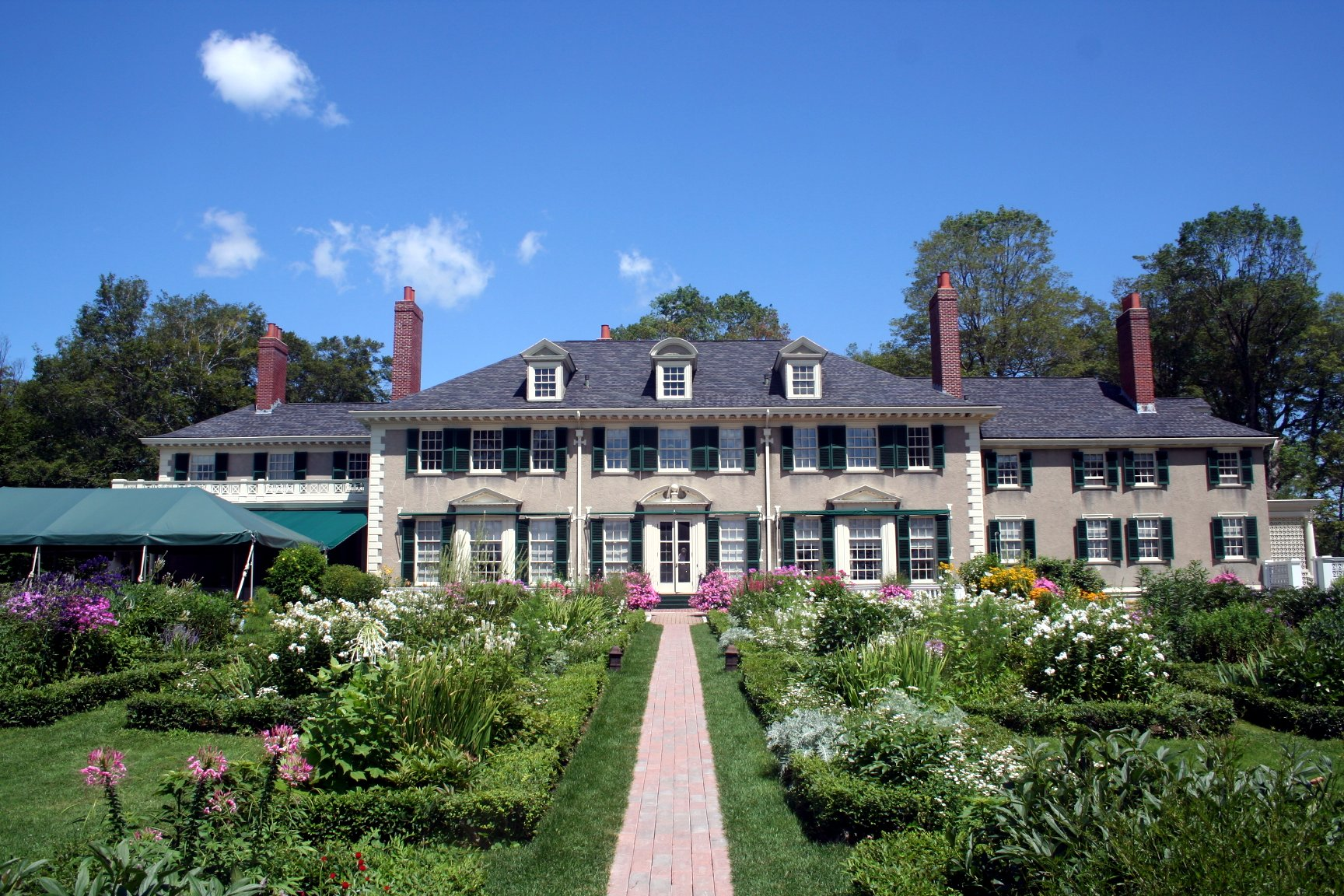
羅伯特·托德·林肯位在佛蒙特州曼徹斯特的宅院希爾登尼

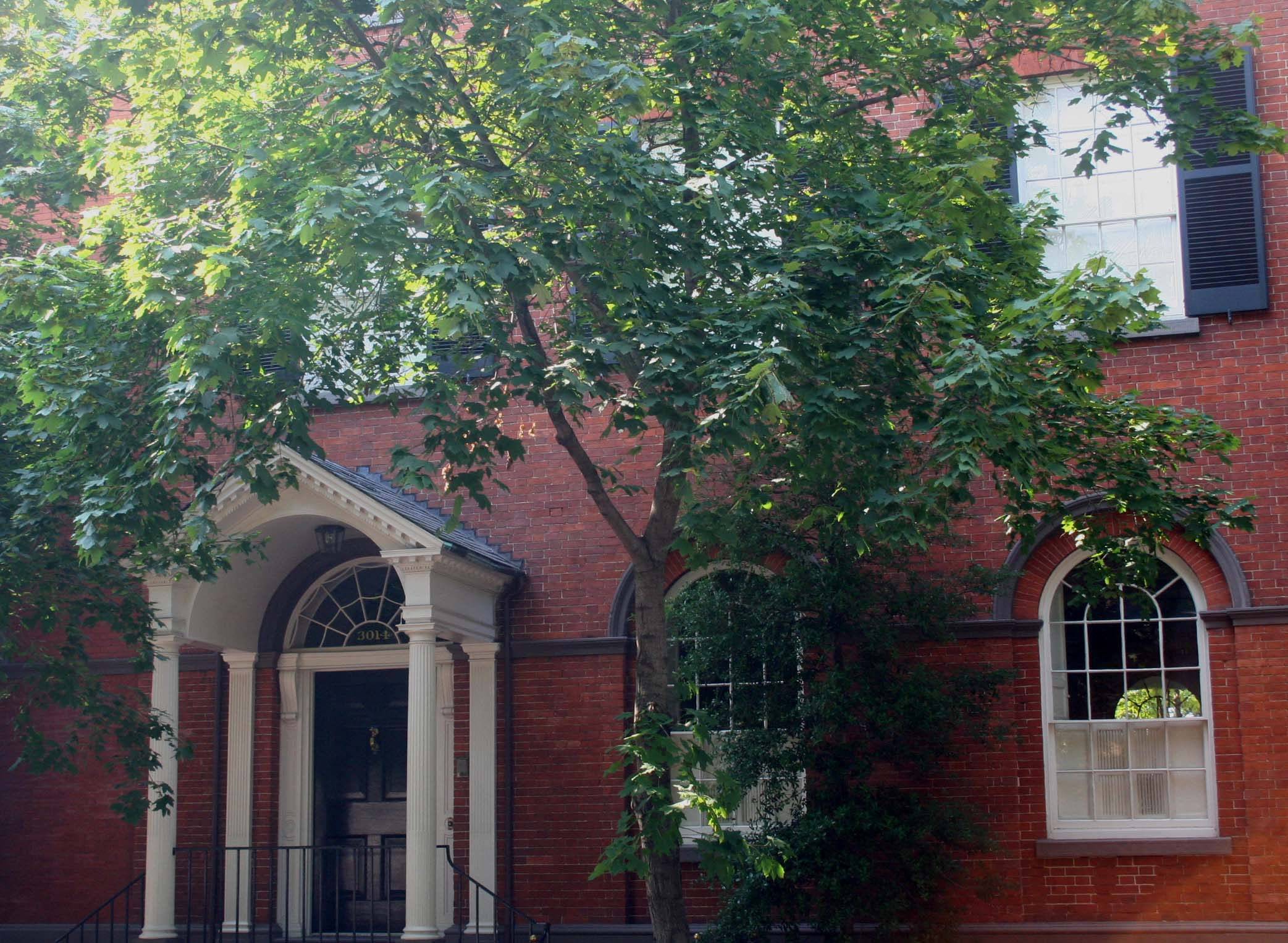
羅伯特·林肯自1918年至1926年去世期間位在華盛頓特區的家

### 與母親的關係
羅伯特·林肯認為其母親生活「揮霍無度」而且行為古怪反常並對此感到相當擔心。因害怕母親會自我傷害，於1875年他便將她送往伊利諾州巴塔維亞市的一家精神病院。由於母親在醫院裡，羅伯特便能掌控她的財務狀況。 1875年5月20日，瑪麗·林肯被送到福克斯河谷的一家高檔的私人療養院。
三個月後，瑪麗·林肯便開始策劃逃跑。她偷偷將信件帶給她的律師詹姆斯·布拉德韋爾及其妻麥拉·布拉德韋爾。麥拉不但是她的朋友，也是一位女權主義律師。此外，她還寫信給以聳動新聞報導而聞名的《芝加哥時報》的一位編輯。不久，羅伯特所一直希望避免、從公眾而來會使其難堪的事漸漸地浮現了，他的人格和動機受到許多人的質疑。療養院的院長曾在針對瑪麗被關進精神病院的審訊中，向陪審團擔保其療養院的治療對瑪麗有益，但由於可能將面臨到名聲受損而只好宣稱瑪麗已經復原的很好，足以如她所願到春田市與其姐妹同住。這場關押訴訟風波及其隨後的相關事件使羅伯特與母親之間有著很深的不和，他們甚至彼此也從未完全和好過。

## 政治生涯

### 戰爭部長（1881－1885）
1877年，拉瑟福德·海斯總統曾想任命羅伯特·林肯為助理國務卿，但羅伯特推辭了，之後他卻接受擔任詹姆斯·加菲爾德總統的戰爭部長，並自1881年至1885年，先後在加菲爾德及切斯特·阿瑟兩位總統任內任職。 1884年，在其任職期間，爆發了辛辛那提暴亂事件。該事件起因於一陪審團將一件謀殺案判為過失殺人，並且有操縱的嫌疑。在三天的暴亂期間，導致45人身亡。而後暴亂才被羅伯特·林肯所派遣的部隊所弭平。

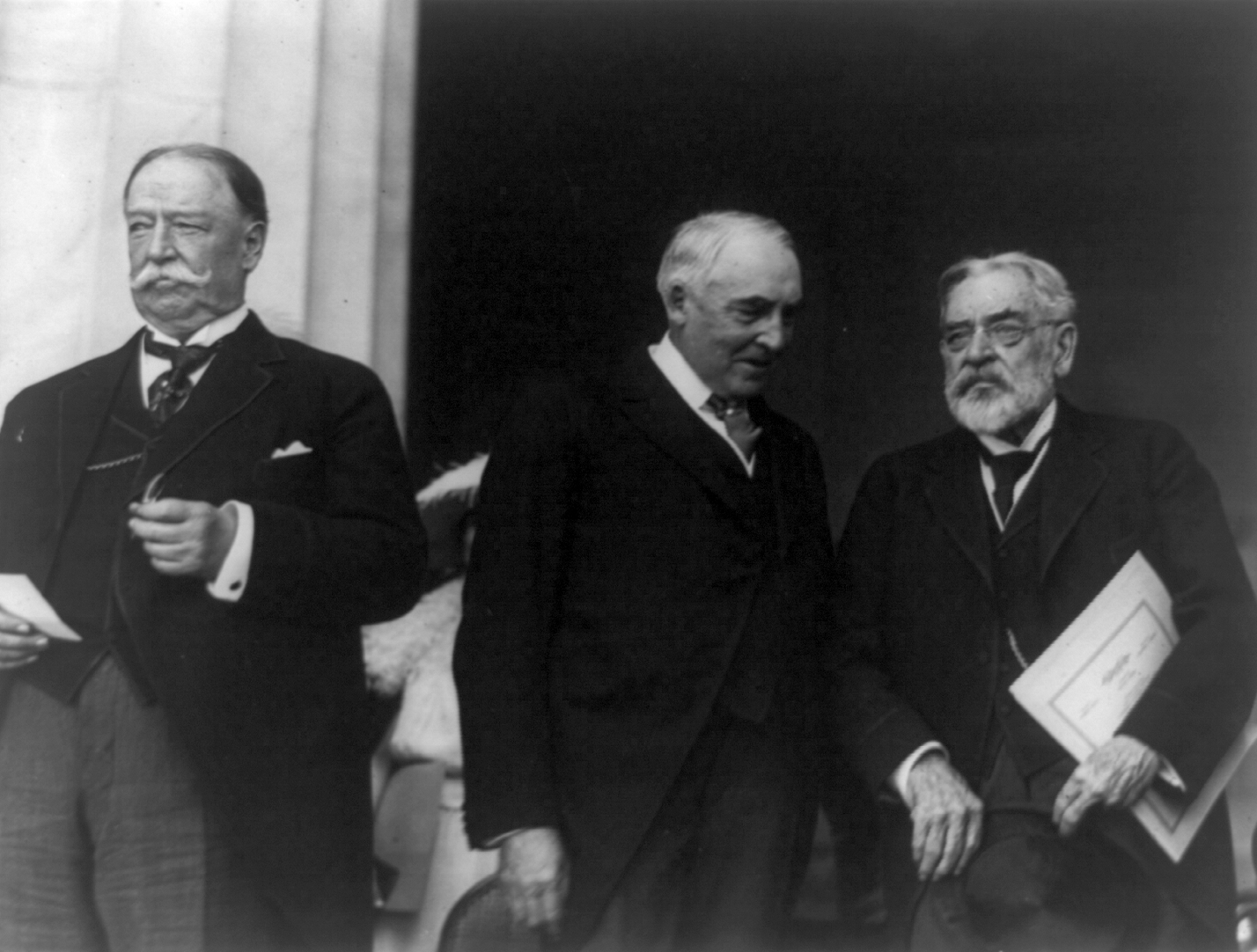
首席大法官塔夫脫、總統哈定、以及羅伯特·林肯於1922年在林肯紀念堂的落成典禮上

在戰爭部長任期結束後，1887年，羅伯特·林肯曾幫助奧斯卡·達德利（Oscar Dudley）在諾伍德公園（Norwood Park）社區建立伊利諾州男子工業培訓學校，因為奧斯卡·達德利發現「街上被忽視及遺棄的孩童竟比流浪動物還多」。 1899年，該校被遷到伊利諾州的格倫伍德，並於2001年首次招收女生。

### 駐英公使
自1889年至1893年，羅伯特·林肯在班傑明·哈里森總統任內擔任美國駐英公使。在歐洲的這段期間，他的幼子小亞伯拉罕不幸因病過世。在任期結束之後，羅伯特·林肯又回到了私人企業作律師。

### 晚年生活
羅伯特·林肯是普爾曼豪華鐵路車輛公司的首席顧問，並在創辦人喬治·普爾曼於1897年過世後被提名為總裁。根據阿爾蒙特·林賽（Almont Lindsey）1942年的著作《普爾曼大罷工》（The Pullman Strike）中所述，1895年，美國鐵路工會的領導幹部因於1894年大罷工期間謀反而遭到法庭審訊，羅伯特·林肯當時曾籌劃設法使普爾曼能悄然免於被法庭傳喚作證。當法院的代理執行官帶著傳票到普爾曼的辦公室時，普爾曼卻躲了起來。在陪審團被解散之後，普爾曼才出現，並與羅伯特·林肯一同私下會見法官。1911年，羅伯特·林肯成為了該公司的董事會主席，並擔任該職直至1922年。
身為一名認真的業餘天文學家，羅伯特·林肯曾在佛蒙特州曼徹斯特的自宅中建了一座天文台，並配備了一架由華納與斯瓦賽公司（Warner & Swasey）於1909年所製的折射望遠鏡，該望遠鏡還有一個由約翰·布拉希爾有限公司（John A. Brashear Co., Ltd.）所製的六吋物鏡。現今這望遠鏡和天文台仍然存在，並由當地的一家天文學會進行復原並使用。 1922年5月30日，羅伯特·林肯出席了在華盛頓特區所舉行的林肯紀念堂落成儀式，這也是他最後一次公開露面。

## 亲临三次总统遇刺现场
羅伯特·林肯的一生中共有包括其父亲在内的三位美国总统遇刺身亡，而这三次刺杀发生之时，罗伯特都很不巧地在現場或是附近。
- 1865年4月14日，在其父親亚伯拉罕·林肯遇刺時，羅伯特虽未在劇院的刺杀现場[23]但就在其附近不远，並在父亲遇刺不久后就赶到了福特劇院。林肯總統在遭到槍擊後便被移往附近的彼得森的房子抢救治疗直至逝世，此间羅伯特也在場[24]。
- 1881年7月2日，時任美国戰爭部長的羅伯特·林肯應時任總統詹姆斯·加菲爾德之邀，前往華盛頓特區。就在第六街的火車站，羅伯特親眼目睹了總統被失败的政府求职者查爾斯·吉特奧槍殺。
- 1901年9月6日，羅伯特·林肯應時任總統威廉·麥金萊之邀，到紐約州水牛城出席泛美博覽會，在此間麥金萊被無政府主義刺客里昂·佐克茲槍殺，羅伯特雖未親眼目睹此次刺殺過程，但其人當時在博覽會場[25]。

羅伯特·林肯自己也看出了這些巧合發生的頻繁性，據說他之後就因此拒絕了一次總統的邀請，並表示說：「不，我不去，而且他們最好不要邀請我，因為只要有我在場，總統的宴會上就會有人死亡。」

## 與埃德溫·布斯的關係
具有相當歷史巧合的是，槍殺林肯總統的刺客約翰·布斯的哥哥、同為著名戲劇演員的埃德溫·布斯曾經在火車站搭救過羅伯特·林肯，使其不至於可能受重傷或死亡。事件是發生在紐澤西州澤西市的一個火車月台上，具體的發生日期不明，但據信是在1863年末或1864年初。
羅伯特曾於1909年在寫給《世紀雜誌》的主編理察·華生·吉爾德的信中憶起了該事件：
事件是發生在夜間，當時有一群乘客晚到，正忙於向站在車站月台上車廂入口處的隨車服務員購買臥車車票。月台的高度與車廂地板差不多，而在月台與車廂之間則有空隙這是當然的。當我正等著要上車時，有一些推擠發生，而我不巧地就被擠到了車身上。此時火車開始移動，使得我的雙腳無法站穩，而且已經有些要掉進月台與車廂之間的空隙了。正當感到無助之時，有人一把抓住我的大衣衣領，很快地將我拉起來使我能站穩在月台上。我正回過頭去要向搭救的人答謝，我才發現原來是埃德溫·布斯，當然我認得他的相貌，我便叫出了他的名字並向他表達感激之情。
數月之後，羅伯特任職作尤利西斯·格蘭特將軍的幕僚官員，並向其中一位同僚上校亞當·巴多述及此事。巴多碰巧也是埃德溫·布斯的一位朋友，於是便寄了封信給他，讚揚這位演員的英勇行為。在收到信之前，布斯並不知道自己在火車月台上曾經救過的人是總統之子。而在弟弟刺殺林肯總統之後，據說這個救命事件至少對埃德溫·布斯起到了某些安慰作用。之後的總統尤利西斯·格蘭特也曾因其義行給布斯寄了封感謝信。

## 共和黨提名
自1884年至1912年，羅伯特·林肯的名字曾多次被認真地提及作為共和黨黨內總統或副總統的提名參選人。但在每一次，他都堅決否認有意參選，並聲明若獲提名，不論是參選總統或副總統，他都不會接受。

## 逝世

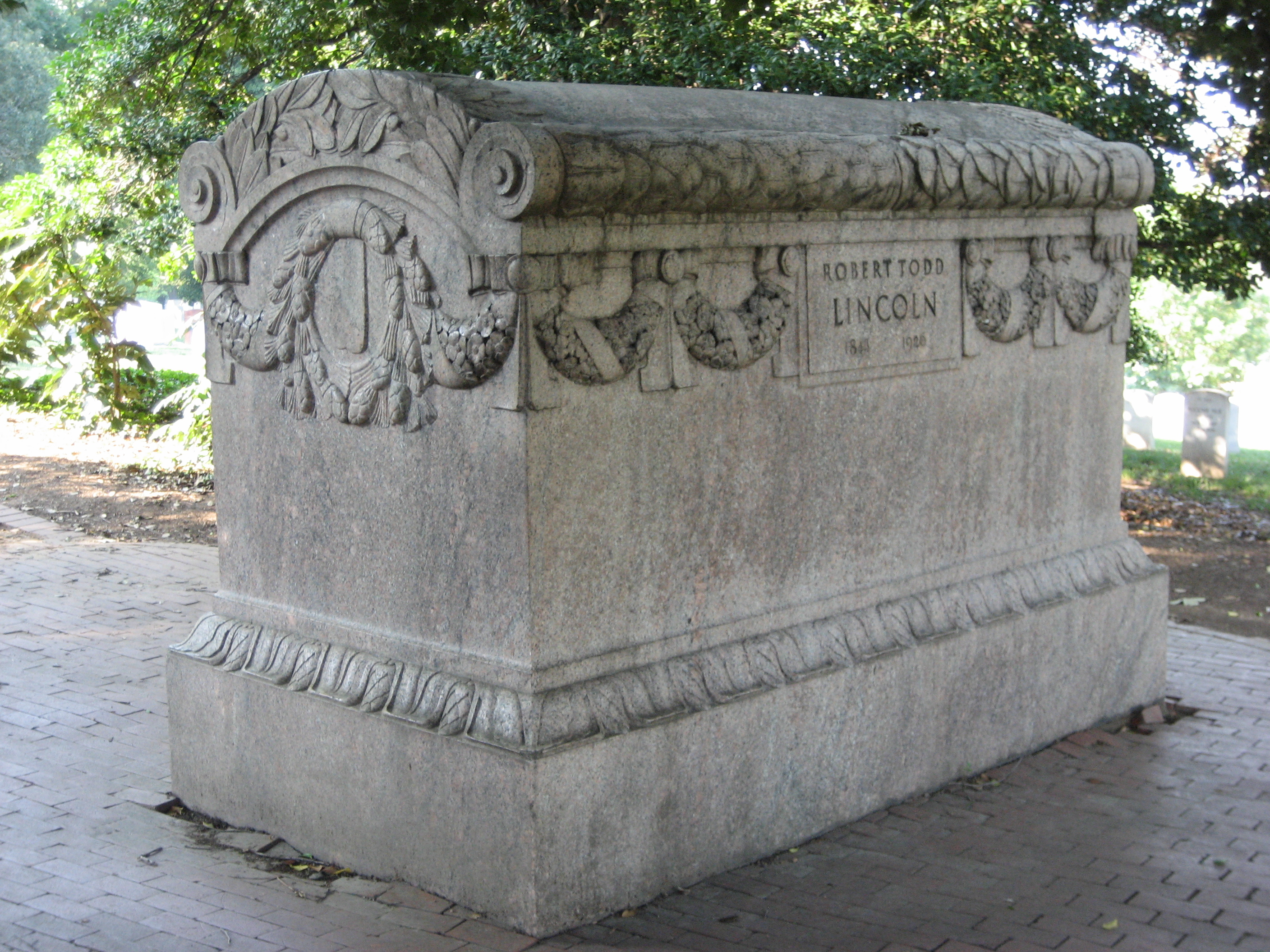
羅伯特·林肯位在阿靈頓國家公墓的大理石棺

1926年7月26日，羅伯特·托德·林肯在佛蒙特州的自家中於睡夢中辭世，享年82歲。他的醫生將死因解釋為「動脈硬化引發的腦出血」。
羅伯特之後被葬在阿靈頓國家公墓一個由雕刻家詹姆斯·厄爾·弗雷澤所設計的大理石棺內，與其妻瑪麗以及因敗血症於16歲時死於英國倫敦的幼子傑克同葬。
羅伯特·林肯是加菲爾德以及阿瑟兩位總統任內最後一位過世的內閣官員。
羅伯特的孩子當中，傑茜·哈蘭·林肯·貝克威斯（1875年－1948年）有一女一子：瑪麗·林肯·貝克威斯（「佩姬」，1898年－1975年）以及羅伯特·托德·林肯·貝克威斯（「鮑德」，1904年－1985年），這兩位都沒有自己的孩子。瑪麗·托德·林肯（「瑪咪」，1869年－1938年）於1891年嫁給查爾斯·布拉德利·艾沙姆（Charles Bradley Isham），兩人有一子林肯·艾沙姆（1892年－1971年）。林肯·艾沙姆與莉哈瑪·柯瑞亞（Leahalma Correa）於1919年結婚，但直至過世都沒有孩子。
最後一位為人所知的林肯直系後裔是羅伯特的外孫「鮑德」·貝克威斯，於1985年過世。

## 延伸閱讀
- Emerson, Jason. Giant in the Shadows: The Life of Robert T. Lincoln (Southern Illinois University Press; 2012) 600 pages; scholarly biography

## 外部連結
- 羅伯特·托德·林肯的小傳 （页面存档备份，存于）
- 羅伯特·托德·林肯的相片
- 林肯總統寫信給格蘭特將軍請求為羅伯特在軍中安排一職位的原始信件手稿[]
- 約翰·威爾克斯·布斯之兄救了羅伯特·托德·林肯一命 （页面存档备份，存于）
- 羅伯特·托德·林肯的另一小傳 （页面存档备份，存于）
- 希爾登尼 （页面存档备份，存于）－羅伯特·托德·林肯位在佛蒙特避暑住宅的官方網站
- 羅伯特·林肯出席林肯紀念堂落成儀式（1922） （页面存档备份，存于）
- 在Find a Grave上的羅伯特·托德·林肯

| 官衔                        | 官衔                        | 官衔                              |
| --------------------------- | --------------------------- | --------------------------------- |
| 前任： 亞歷山大·拉姆齊      | 美國戰爭部長 1881年－1885年 | 繼任： 威廉·克勞寧希爾德·恩迪科特 |
| 外交職務                    |                             |                                   |
| 前任： 愛德華·約翰·菲爾普斯 | 美國駐英大使 1889年－1893年 | 繼任： 托馬斯·F·貝亞德            |